# Viljuj
Viljuj (russisk: Вилюй, tr. Viljuj; jakutisk: Бүлүү, tr. Bülüü) er Lenas længste biflod. Floden løber i Krasnojarsk kraj og Republikken Sakha i det østlige Sibirien i Rusland. Floden er omkring 2.650 km lang, hvoraf 1.170 km er sejlbar. Viljujs afvandingsareal er omkring 454.000 km², og middeelvandføringen er 1.700 m³/s ved udmundingen.
Viljujs kilder ligger sydvest for bebyggelsen Ekonda i Krasnojarsk kraj, i den nordlige del af den Midtsibiriske højslette. Den løber derfra mod sydøst, gennem det store Viljuj-reservoir, hvor også bifloden Tjona munder ud. Den fortsætter østover gennem en bred dal, hvor der fra nord kommer flere bifloder, hvoraf de største er Markha og Tjung. Floden passerer byerne Njurba og Viljujsk, før den munder ud i Lena omkring 350 km nordvest for  Jakutsk.
Viljuj er kendt for diamantminer som er etableret langs floden siden 1950'erne. Der udvindes også guld, jernmalm og kul i området.

## Bifloder til Viljuj
Viljuj har et stort antal bifloder, de længste fra højre side er: Ulakhan-Vava (russisk: Улахан-Вава 374 km), Tjona (russisk: Чона 802 km), Tjybyda (russisk: Чыбыда 451 km), Ulakhan-Botuobuja (russisk: Улахан-Ботуобуя 459 km), Otjtjuguj-Botuobuja (russisk: Оччугуй-Ботуобуя 342 km) og Bappagaj (russisk: Баппагай 307 km) - de længste fra venstre side er: Akhtaranda (russisk: Ахтаранда 75 km), Ygyatta (russisk: Ыгыатта 601 km),  Markha (russisk: Марха 1181 km), Tjukjan (russisk: Тюкян 747 km) og Tjung (russisk: Тюнг 1092 km).